# 余存諒
余存諒（1377年—？），字誠之，廣東肇慶府高要縣人，民籍，明朝政治人物。進士出身。

## 生平
府學生，廣東鄉試第五名。建文二年（1400年）庚辰科會試第九十二名，殿試登進士三甲。官至辰州府同知。

## 家族
曾祖父余朝舉、祖父余仲達，父亲余子安。